# 秋山眞人
秋山 眞人（あきやま まこと、1960年11月27日 - ）は、日本の超常現象研究家。国際気能法研究所代表。
静岡県下田市出身。1974年、ユリ・ゲラーの来日とともに、「超能力少年」としてメディアにに登場する。公務員を務めた後に上京し、商社・出版社勤務を経て、教育ビジネスに携わる。その後、精神世界（スピリチュアル）、パワースポットの研究・執筆に移り、潜在未知能力に関する研究所を運営する。国内外の占術、伝承、風水、神話などにも精通している。

## 著作

### 文庫等
- 超能力開発マニュアル（朝日ソノラマ）1986年07月
- 超魂（トレンド出版）1987年04月
- 超自己を発見する大成功のテクニック（トレンド出版）1987年12月
- 愛情を得るための超能力（ボストン・クラブ）1988年07月
- 成功と財力向上のための超能力（ボストン・クラブ）1988年07月
- 健康コントロールのための超能力（ボストン・クラブ）1989年02月
- 秋山真人の語りあかそう超能力（三交社）1990年03月
- UFOと超能力の謎（日東書院）1990年12月
- 超能力者への道（きこ書房）1991年02月
- 超能力への挑戦（集英社）1991年07月 ※カセットテープ付文庫。音楽：宮下富実夫
- 驚異の偶然の一致（二見書房）1994年06月
- 気を啓く（ハートピア計画）1994年09月
- 超能力おもしろ実験室（河出書房新社）1995年04月
- 奇跡の超能力者（竹書房）1995年05月
- 大教祖様養成講座（イーハ・トーヴ）1995年05月
- 新新宗教完全解読マニュアル（ジュピター出版）1995年07月
- 超能力と人体の不思議関係（雄鶏社）1995年09月
- 気で心と体が変わる（TBSブリタニカ）1995年09月
- 心のコリをほぐす本（ジュピター出版）1995年10月
- マインドストリップ（幻冬舎）1996年05月
- 潜在能力開発法（ごま書房）1996年07月
- 運命を変える気能力（元就出版社）1997年02月
- 第六感の法則（ごま書房）1997年03月
- 私は宇宙人と出会った（ごま書房）1997年04月
- 占いで心を癒す（ほるぷ出版）1997年04月
- 報道できなかった偶然の一致（竹書房）1997年06月
- 成功脳をつくるための実践イメージトレーニング法（ごま書房）1997年07月
- 第六感で生きる（サンマーク出版）1998年02月
- 癒される人生は必ずある（ごま書房）1998年07月 ※共著：江戸稔
- 物の気の超開運学（新星出版社)1998年09月
- 燃える人生の創造（ごま書房）1998年11月
- フェアリーキティの開運辞典（サンマーク出版）1998年12月
- 結婚恐怖症（キルタイムコミュニケーション）1999年01月 発行
- 学校恐怖症（キルタイムコミュニケーション）1999年10月 発行
- 遠隔透視術（PHP研究所）1999年11月
- 超能力ふしぎな大実験（青春出版社）1999年12月
- 秋山眞人の優しい宇宙人（求龍堂）2000年10月 ※共著：坂本貢一
- スピリチュアル前世リーディング（学習研究社）2004年07月
- 開運!夢診断（PHP研究所）2005年12月
- 死後世界地図 日本編（コスモトゥーワン）2006年11月
- 愛されるための超恋愛夢診断（クレイヴ）2009年01月
- 正統竹内文書の日本史「超」アンダーグラウンド①(ヒカルランド) 2012年1月 ※共著：竹内 睦泰、布施 泰和
- 願望実現のための［シンボル］超活用法(ヒカルランド) 2012年7月
- 正統竹内文書の日本史「超」アンダーグラウンド②(ヒカルランド) 2012年8月 ※共著：竹内 睦泰、布施 泰和
- 正統竹内文書の日本史「超」アンダーグラウンド③(ヒカルランド) 2013年1月 ※共著：竹内 睦泰、布施 泰和
- 不思議だけど人生の役に立つ 神霊界と異星人のスピリチュアルな真相(成甲書房) 2013年10月 ※共著：布施 泰和
- UFOスピリチュアル対談 中丸薫×秋山眞人(学研パブリッシング) 2014年1月 ※共著：中丸薫
- 楽しめば楽しむほどお金は引き寄せられる(コスモトゥーワン) 2014年2月 ※共著：布施 泰和
- マイ・テンプルが幸運を引き寄せる あなたの自宅をパワースポットにする方法(成甲書房) 2014年3月 ※共著：布施 泰和
- 力(フォース)を使え!(JMAアソシエイツココリラ出版事業部) 2014年5月 ※共著：田口ランディ
- 未来のための日本の処方箋(JMAアソシエイツココリラ出版事業部) 2014年7月 ※共著：矢作 直樹
- 竹内家長老からの禁則を破って 正統竹内文書 口伝の『秘儀・伝承』をついに大公開！(ヒカルランド) 2015年7月　※共著：竹内 睦泰、布施 泰和
- 婚活開運旅日記(サイゾー) 2015年10月 ※共著：中島 知子
- シンクロニシティ「意味ある偶然」のパワー（成甲書房）2017年1月 ※共著:布施 泰和

### 翻訳/監修担当作品
- ユリ・ゲラーの反撃（きこ書房）1989年09月 原文著者：ユリ・ゲラー、ガイ.L.プレイフェア
- 天才たちのスーパー・インスピレーション（きこ書房）1990年07月 原文著者：C.O.マディガン、アン・エルウッド
- 私は宇宙人にさらわれた（三交社）1990年11月 原文著者：ジョン・リマー
- アウト・オブ・ボディ（三交社）1991年04月 原文著者：ジャネット・リー・ミッチェル
- アメリカ・インディアンのスーパーチャネリング（きこ書房）1991年08月 原文著者：ブラッド・スタイガー
- ユリ・ゲラーのあなたも超能力者になれる（きこ書房）1992年07月 原文著者：ユリ・ゲラー
- 超能力を引き出す振り子パワー（きこ書房）1992年10月 原文著者：グレッグ・ニールセン、ジョセフ・ポランスキー
- クリスタルベルを通した驚異の星間コンタクト キャッチされた宇宙人ヴォイス 封印された第一級資料(ヒカルランド) 2013年1月

### 雑誌
- SP精神世界（ごま書房）全5巻

## 出演

### 映画
- 緊急検証! THE MOVIE ネッシーvsノストラダムスvsユリ・ゲラー（2019年1月11日、東北新社）[3]

### ラジオ
- 秋山眞人のココだけのスピリチュアルな話（2017年10月 - 、Tokyo Star Radio）